# Мурацо (Кунео)
Мурацо је насеље у Италији у округу Кунео, региону Пијемонт.
Према процени из 2011. у насељу је живело 299 становника. Насеље се налази на надморској висини од 413 м.